# Muskusparkiet
De muskusparkiet (Glossopsitta concinna) is een vogel uit de familie Psittaculidae (papegaaien van de Oude Wereld). Het is een endemische vogelsoort in Australië.

## Kenmerken
De vogel is gemiddeld 22 cm lang en weegt 52 tot 65 g. De vogel is overwegend groen met boven op de kop een dof blauw petje en licht olijfkleurig oker op de nek en mantel. Voor op de kop en achter het oor zit een rode vlek. De ondervleugel is geelachtig.

## Verspreiding en leefgebied
Deze soort is endemisch in Australië en telt twee ondersoorten:
- G. c. concinna: van zuidoostelijk Queensland tot het zuidoosten van Zuid-Australië en Kangaroo Island.
- G. c. didimus: Tasmanië.

Het leefgebied bestaat uit half open landschappen met bos, maar de vogel is ook te vinden langs rivieren, bij boerderijen en ook wel in parken en buitenwijken.

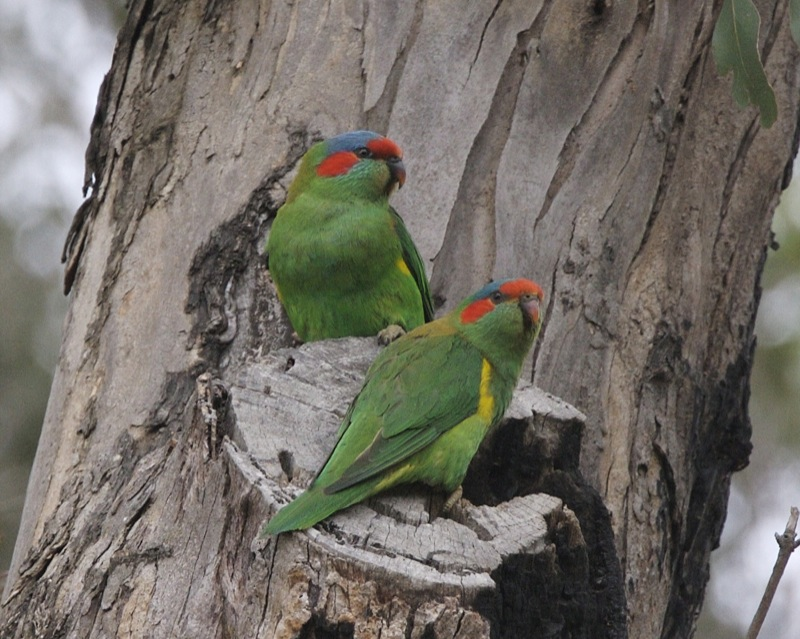
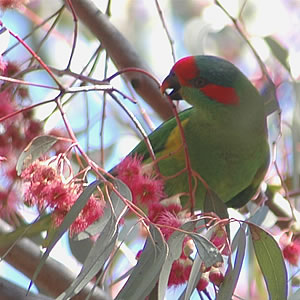
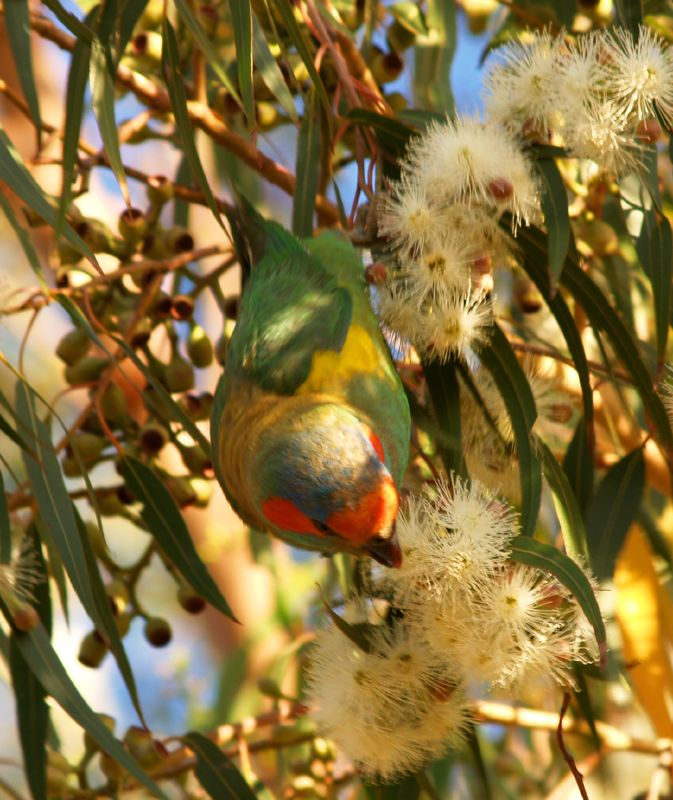

## Status
De muskusparkiet heeft een groot verspreidingsgebied en daardoor is de kans op de status  kwetsbaar (voor uitsterven) gering. De grootte van de wereldpopulatie is niet gekwantificeerd, maar de vogel is zeer algemeen en de aantallen blijven stabiel. Om deze redenen staat de vogel als niet bedreigd op de Rode Lijst van de IUCN.